# Hypericum laricifolium
Hypericum laricifolium är en johannesörtsväxtart som beskrevs av Antoine Laurent de Jussieu. Hypericum laricifolium ingår i släktet johannesörter, och familjen johannesörtsväxter. Inga underarter finns listade i Catalogue of Life.

## Bildgalleri

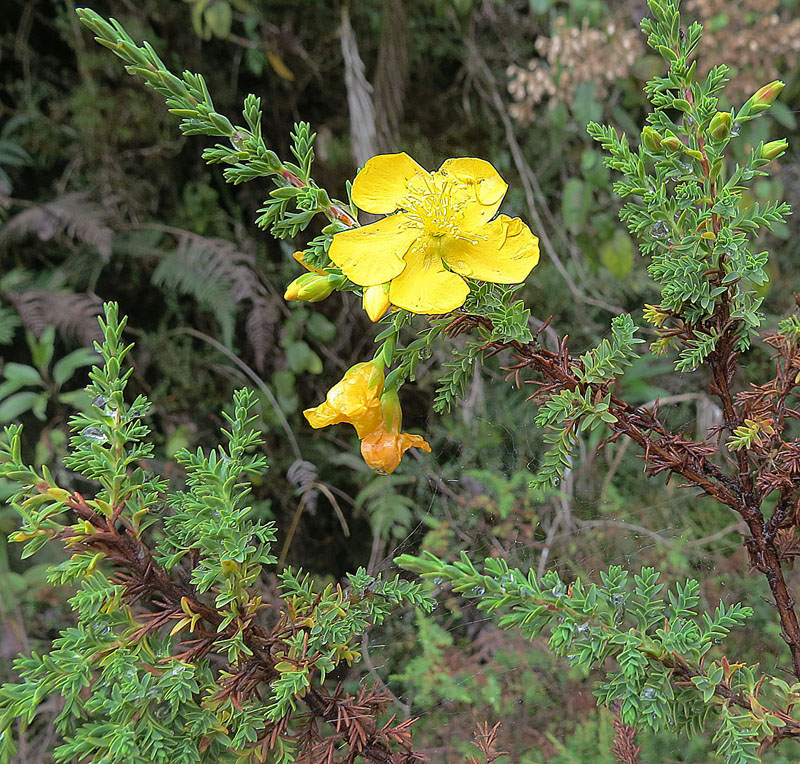
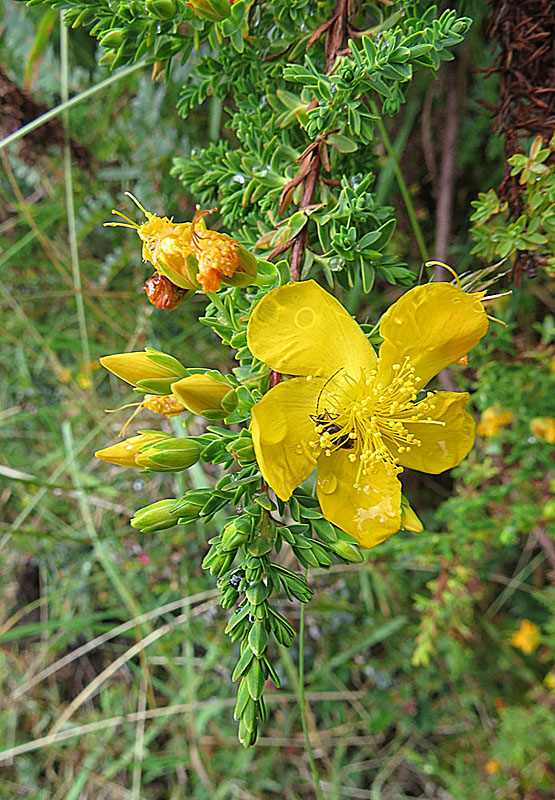
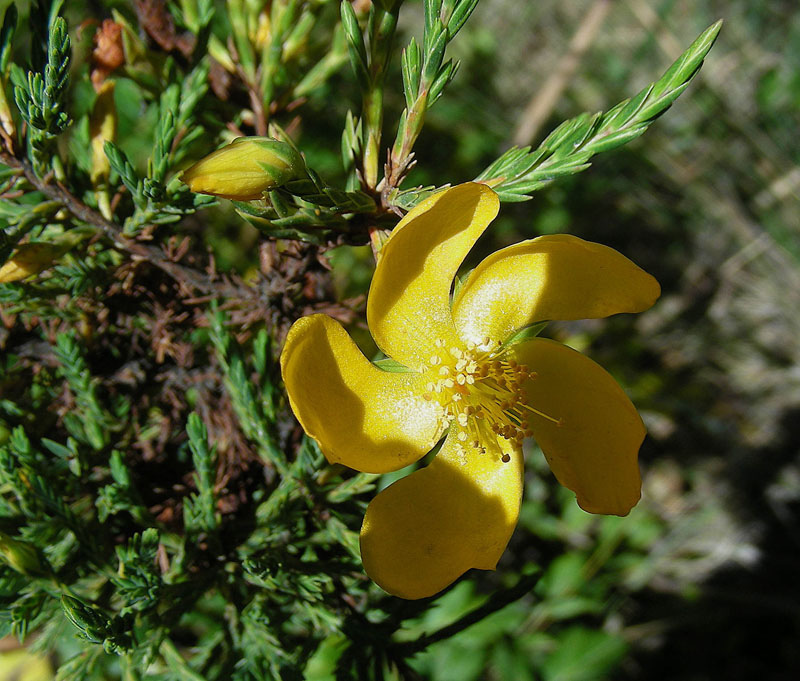